# ManaBalss.lv

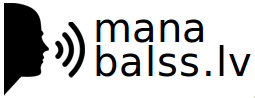
Логотип ManaBalss.lv

ManaBalss.lv — латвійський сайт, що надає можливість електронного збору підписів громадян Латвійської Республіки з метою подачі ініціатив щодо зміни законодавства до Сейму.
Особистість виборця можна підтвердити на сайті ManaBalss.lv, використовуючи зареєстрований у Латвії інтернет-банк, міжнародну платіжну карту або eID. Ініціативи можуть бути запропоновані та підписані будь-яким громадянином Латвії, який досяг 16-річного віку. Ініціативи, підписані щонайменше 10 000 громадян і такі, що відповідають юридичним критеріям, подаються до Сейму. Ініціативи з меншою кількістю підписів, які не мають конкретної форми, можна також подати до одного з самоврядувань Латвії. 

## Історія
29 червня 2015 року творці сайту оголосили про запуск російськомовної версії сайту з метою інтеграції російськомовних жителів Латвії в процеси громадянської участі. У вересні 2016 року у співпраці з Європейською латиською асоціацією була проведена акція "Нехай ManaBalss звучить вдалині!", в результаті якої латвійці, які живуть за кордоном, отримали можливість передплатити сайт своїми банківськими платіжними картками. 

## Статистика
За даними самозвіту, 2019 року 3 ініціативи було підтримано Сеймом і включено до законодавства.13 ініціатив було подано до Сейму. Було розглянуто 190 ініціатив, з них 56 ініціатив були опубліковані для громадського голосування. 257 064 голоси у 2019 році було віддано за ініціативи на платформі ManaBalss. 43 825 нових користувачів платформи, які проголосували за ініціативи. 285 784 - загальна кількість користувачів, які проголосували за ініціативи з 2011 року, що становить понад 15 % усього населення Латвії. Кількість відвідувачів платформи, які просто читають пропозиції та новини, набагато вища. 1 416 446 — кількість голосів, відданих за ініціативи з 2011 року по 20 січня 2020 року. З 2011 року кількість унікальних донорів становить понад 59 000. Найпопулярніші суми мікропожертвувань варіюються від 0,50 до 5 євро.